# Rahi
En la historia de Bionicle, bestias de diversas formas y tamaños creadas o por Mata Nui o por Makuta para ser criados por los matoran o destruirlos, respectivamente, la majoria posee una Máscara Kanohi infectada.Existe una gran cantidad de rahis pero existe una serie de razas mencionadas con major frecuencia:

## Tarakava
son bestias de gran tamaño(aunque se mantienen agachadas) originarias de Ga Koro, de aspecto de reptil, posee una rueda de oruga en lugar de pies, una máscara Pakari como mandíbula superior y una mandíbula inferior con tres afilados dientes y un par de brazos extencibles que terminan en mazas.Sus principales ataques son escupir una bola de agua y golpear con sus ya mencionados brazos.

## Nui-Jaga
Son colosales escorpiones comúnmente encontrados en Po-Koro, comúnmente cazan en pareja, como todos los rahis están controlados por máscaras kanohi
infectadas (en su caso en sus tenazas lo que le da una gran fuerza).Su principal arma es su aguijón.

## Nui-Rama
Son largos insectos de color amarillo y negro, viven volando a través de toda la isla y principalmente en Le-Koro, poseen dos kanohi ruru por ojos(posiblemente para mejor vision)garras afiladas, una mandíbula dentada o un pico en lugar de boca(su reina posee ambos y es de mayor tamaño)y un aguijón que lanza una sustancia dañina(no veneno).Su nido era una gran torre de piedra donde convivían con los Kofo-jaga.

## Muaka y Kane-Ra
Son los rahis más peligrosos sobre la isla; su apariencia es la de un gigante tigre y un toro con máscaras Hau en los hombros, al igual que los tarakavas posee orugas en vez de patas traseras, garras con dos uñas cada una y un cuello extencible que le permite alcanzar a su presa.
Existe otra especie, los Kane-ra, muy similar pero estos son toros, posee pesuñas, cuernos(muaka:orejas)y ojos rojos(el muaka tiene las orejas y los ojos amarillos).

## Manas
Son la máxima guardia de Makuta, son una mezcla entre cangrejos y tanques, tienen brazos golpeadores parecidos a los de los tarakava y cerca de la cara un par de escudos compuestos por komau.
Los Toa Kaita han sido los únicos que los han enfrentado y derrotado:descubrieron que eran robots al destruir unas torres que estaban a su alrededor
- Datos: Q6455368